# Мианкальское восстание 1821—1825 годов
Мианкальское восстание 1821—1825 годов — крупнейшее в XIX веке восстание части узбекских племён и каракалпаков в Мианкальской долине, обусловленное неблагоприятной экономической ситуацией в Бухарском эмирате в правление эмира Хайдара, усугублявшейся сложной внешнеполитической обстановкой.
Непосредственной причиной волнений в Мианкале стали злоупотребления бухарских чиновников при сборе налогов. Основной движущей силой восстания, охватившего территорию между Бухарой и Самаркандом, был военно-политический союз китаев и кипчаков. Вспыхнувший стихийно крестьянский бунт с течением времени превратился в феодальную войну родоплеменной знати китай-кипчаков за политическую и экономическую независимость от Бухары.
Беспорядки в самом густонаселённом регионе не только подорвали экономические устои региона Бухарского эмирата, но и привели к резкому упадку экономики самого восставшего района, что способствовало ускорению процесса оседлости обитавших в Мианкале полукочевых и кочевых племён. В ходе вооружённого противостояния ни одна из противоборствующих сторон не смогла добиться поставленных целей. Восстание завершилось заключением мирного договора, условия которого предполагали взаимные уступки.

## Предпосылки восстания

### Ситуация в аграрном секторе экономики Бухарского эмирата
В начале XIX века Бухарский эмират представлял собой слаборазвитое в экономическом отношении аграрное государство. Основой его экономики являлось сельское хозяйство, представленное в равной степени земледелием и скотоводством. Промышленное производство было неразвито. Товары различного назначения производились кустарным способом, либо импортировались. Участник русского посольства в Бухару капитан гвардейского генерального штаба Е. К. Мейендорф отмечал:

Во всей Бухарии нет ни одной большой фабрики; ни на одном заводе не работают одновременно более четырёх-пяти рабочих— Мейендорф Е. К. Путешествие из Оренбурга в Бухару.
Бесконечные феодальные войны во второй половине XVIII века способствовали упадку скотоводства, что в свою очередь влекло за собой высвобождение большой массы аграрных сил, переход которой к оседлому земледелию сдерживался отсутствием пригодного для этой деятельности земельного фонда.
В правление эмиров Шахмурада и Хайдара в стране были осуществлены значительные ирригационные работы, позволившие на некоторое время отсрочить назревавший аграрный кризис. Однако эти меры оказались недостаточными. Со своей стороны развитие ирригационного земледелия приводило к дальнейшему сокращению площадей пастбищ и, как следствие, усугублению аграрного кризиса. Хотя из двух с половиной миллионов жителей Бухарского эмирата один миллион всё ещё вёл кочевой образ жизни, тенденция была такова, что ко второй половине XIX века число безземельных крестьян составило в некоторых районах до 25 % от общего числа сельского населения. Вся эта масса сельской бедноты вынуждена была наниматься батраками в хозяйства местных землевладельцев или работать на положении издольщиков, отдавая до половины урожая собственнику земли. Резкое имущественное расслоение отмечалось и в тех регионах, где скотоводство продолжало играть доминирующую роль. Значительная часть кочевников не имела собственного скота и занималась главным образом выпасом чужих стад. Переизбыток трудовых ресурсов вкупе с существовавшими механизмами закабаления свободных людей, к числу наиболее распространённых из которых следует отнести бунак, способствовали усилению феодального гнёта.

### Налоговое бремя

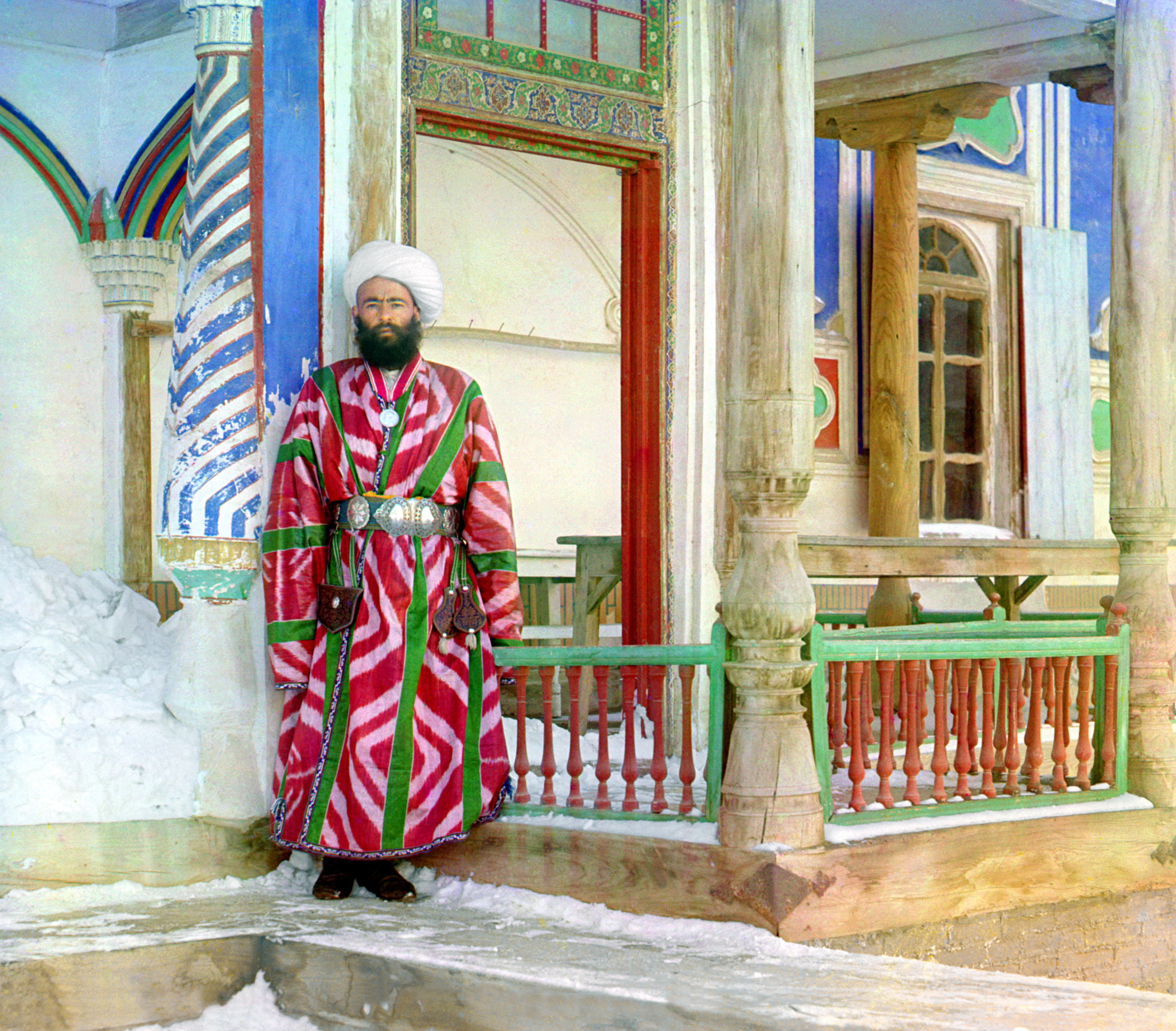
Бухарский чиновник (фото С. М. Прокудина-Горского)

Другим фактором, пагубно влиявшим на экономическую ситуацию в стране, являлось тяжёлое налоговое бремя. Фискальные элементы в Бухарском эмирате можно условно разделить на три основные категории: натуральные сборы, денежные сборы и всевозможные повинности. Налог, взимаемый с пользователей орошаемых земель, назывался харадж. Хараджная подать была либо постоянной и уплачивалась деньгами и некоторым количеством зерна с определенного участка земли (харадж-вазифа), либо устанавливалась пропорционально части урожая (харадж-мукасама) уполномоченным чиновником — амлякдаром. Размер хараджа в правление эмира Хайдара составлял от 1/8 до 1/5 урожая. Попутно с хараджем взимались особые налоги: кафсан — налог по содержанию амлякдаров в размере полпуда зерна и 15 фунтов хлопка с каждых 10 батманов, кафсани-даруга — такой же сбор в пользу даруги (начальника района), муштак (горсточка)— налог на содержание амина (старшины и сборщика налогов), аксакала (старосты) и прочих должностных лиц, контролировавших уплату подати. При этом муштак взимался вовсе не горстью зерна, а по стоимости чарьяка (около 2 килограммов) пшеницы и чарьяка джугары с каждого хозяйства. Как следствие, при массовых злоупотреблениях чиновников всех уровней у крестьянина иногда зерна оставалось только на собственное пропитание и семена. Харадж, как правило, взимался с зерновых и масличных культур, а также с хлопчатника. С садов и огородов дехкане платили подати преимущественно в денежном выражении — танабанэ. Размер этого налога был индивидуален для каждой местности и зависел от многих факторов, например, от расстояния до базара. Вода для крестьян также не была бесплатной. Обхури — те люди, которые пользовались оросительной водой — должны были платить владельцу конкретного арыка (мирабу), а, следовательно, и собственнику воды специальную подать — мирабонэ
. Обязанностью крестьян также было содержание всех лиц, отвечавших за ирригацию того или иного земледельческого района. С богарных земель земледельцы уплачивали десятину (ушр).
Основной формой налога среди кочевников-скотоводов был закят. Некогда предписанный шариатом как милостыня в пользу нищих и на богоугодные дела, закят со временем превратился в принудительный государственный налог на имущество. Он взимался как в денежном, так и в натуральном выражении. Подвластные бухарскому эмиру туркмены платили закят только скотом. При эмире Хайдаре закят формально был установлен в размере 1/40 (2,5 %) от поголовья скота или его стоимости, но фактически его сбор многократно превышал установленную норму. Сверх предписанного Кораном часто взимался ещё один вид закятных сборов, так называемый закят-чакана, шедший в пользу местного областного правителя (хакима или бека).

### Повинности и чрезвычайные налоги
Помимо указанных налогов в Бухарском эмирате существовало большое количество других поборов и пошлин, тяжёлым бременем ложившихся не только на трудовое крестьянство, но также на ремесленников, торговцев и иноверцев. Наряду с ними существовало и великое множество всевозможных повинностей, среди которых самыми обременительными были «джамалга» («дкамарга») — повинность по перевозке, приёму и содержанию чиновников, следующих по служебной необходимости; «конарга» — повинность по постою и кормлению проходящих войск, «улак» — подводно-перевозная повинность, и «мардикар» — бесплатные работы по очистке оросительных каналов, ремонту и строительству дорог, мостов, крепостных стен и тому подобное. При эмире Хайдаре в условиях огромного дефицита государственного бюджета использование труда мардикаров приобрело особенно широкий размах. Эта натуральная повинность для подданных эмира была настолько обременительной, что люди, имевшие хоть какие-то денежные накопления, стремились откупиться от исполнения предписанных обязанностей. Уклонение от обязательных работ носило, по всей видимости, достаточно массовый характер, так как в нескольких письмах к своим чиновникам эмир строго наказывает денег с населения не брать и не срывать тем самым сроков выполнения работ. Так, например, в одном из писем Хайдар предписывает мобилизовать мардикаров из Ханабада, Кургашима, Янгикента, Гаджира и Хузара для ремонта крепости Гирджаб. Дав распоряжение, чтобы ремонт крепости был закончен до наступления зимы, эмир пишет:

Мы слышали, что у мусульман взимают много денег вместо мардикаров. Вы хорошенько проследите, чтобы ни один человек не брал никаких денег с населения— Письма эмира Хайдара.
Помимо основной налоговой нагрузки население Бухарии несло на себе бремя чрезвычайных налогов и повинностей, связанных с войной. С момента восшествия на престол и до самой смерти эмиру Хайдару приходилось ежегодно предпринимать военные походы то против восставших племён, то против неспокойных соседей — Коканда, Хивы и Шахрисабза. Практически не прекращавшиеся войны пагубно отражались на благосостоянии государства. И без того разоряемое военными действиями население должно было ещё уплачивать и подворный чрезвычайный налог джуль для покрытия военных расходов. Размер джуля устанавливался лично эмиром отдельно для каждого племени или населённого пункта. Так, например, в 1802 году эмир Хайдар обложил население города Карши чрезвычайным налогом в размере 1500 ашрафи, а его пригородов — в размере 300 ашрафи. Аймаки должны были внести в казну 1200 ашрафи, арабы — 300, каршинские узбеки племени курама — 220, община хаджаган — 500. В 1809 году по случаю очередной войны правитель Бухарии разъяснял сборщикам чрезвычайного налога:

Да будет известно, что джуль от подданных Кермине исчисляется в 150 тиллей, джуль подданных окрестностей Панджшамба — в 150 тиллей, от подданных Катта-Кургана — 320 тиллей, джуль от джалаиров Панджшамба — 125 тиллей, от уч-урук — 400 тиллей, от подданных Янги-Кургана — 30 тиллей, от киргизов — 150 тиллей, от кунграт — 50 тиллей, от сарай — 50 тиллей, от олчин — 30 тиллей, от кирайт — 15 тиллей, от джет — 40 тиллей, от кермининских митан −10 тиллей, от минг — 8 тиллей, от дурман — 6 тиллей, от беркут — 100 тиллей, от уз — 2 тилли — Письма эмира Хайдара.
К чрезвычайным налогам добавлялась также воинская повинность, предписывающая узбекским племенам во время войн выставлять определённое количество рекрутов для регулярной армии и ополчения (байбачча, карачирик, мерген, найзадаст, белдар, шагирд-пише и др.).

### Состояние государственной казны
Известно, что собираемость налогов в правление эмира Хайдара была достаточно высокой, но достигалось это самыми жестокими методами. Весьма широко применялись пытки и конфискации имущества. Налогоплательщики, несвоевременно уплачивавшие подати, дополнительно наказывались штрафом (яргу). Однако предпринимаемые правительством фискальные меры не могли в полной мере покрыть дефицит государственного бюджета, львиную долю расходов которого составляли военные затраты. По свидетельству историка Мухаммеда Якуба доходы эмира Хайдара превосходили более чем вдвое доходы его отца эмира Шахмурада, но в то же время его расходы превосходили больше чем в два раза его доходы. Острая нехватка денежных средств заставляла эмира постоянно увеличивать размер налогов и взыскивать их методами, носившими характер массового ограбления населения. К жестокости при сборе налогов следует также добавить массовые злоупотребления бухарских чиновников, заботившихся не только о государственной казне, но и личной выгоде.
Неблагоприятные процессы в сельскохозяйственном секторе экономики Бухарского эмирата, непосильная фискальная нагрузка и тяготы, связанные с войнами, наиболее остро ощущались в Мианкальской долине, самой густонаселённой и экономически развитой области страны. Усиление феодального гнёта вызывало рост социальной напряжённости, а жестокость и злоупотребления правительственных чиновников переполнили чашу народного терпения.

## Территория восстания и силы сторон

### Характеристика территории, охваченной восстанием

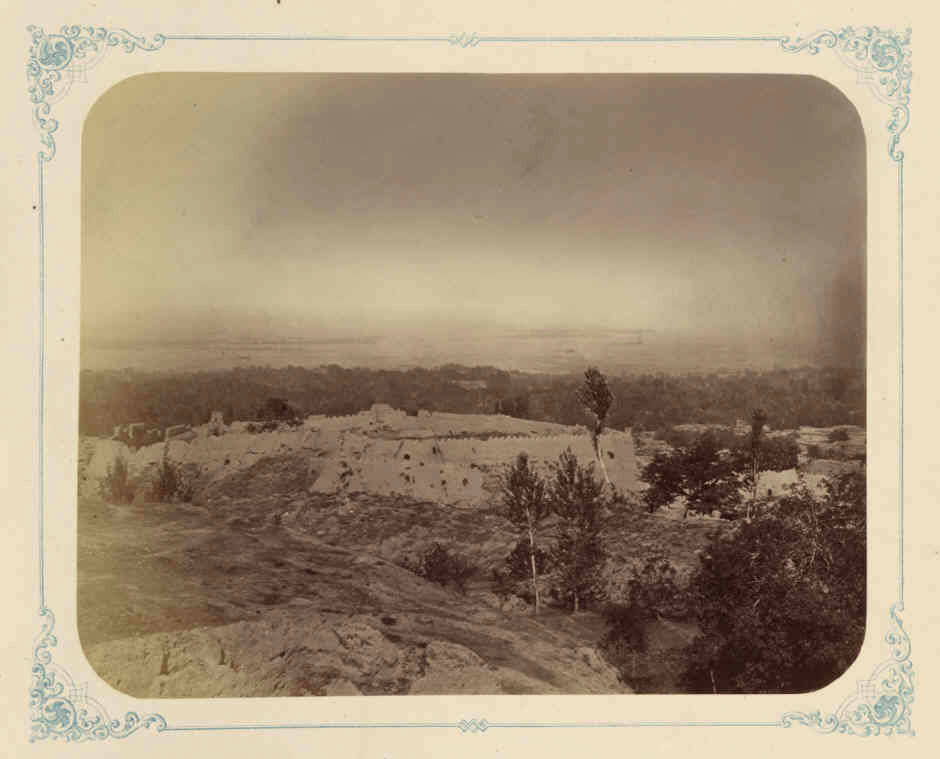
Типичная среднеазиатская крепость XIX века

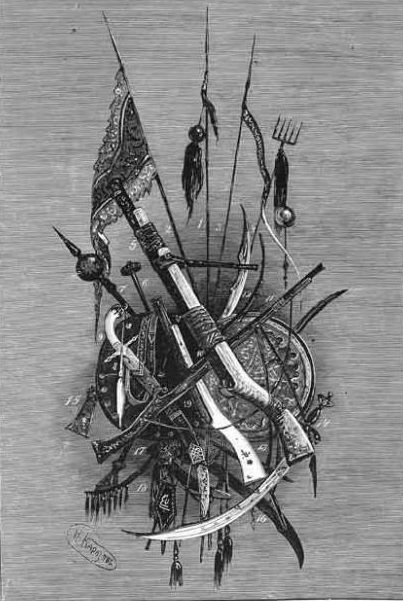
Традиционное оружие и доспехи народов Средней Азии в XIX веке

Собственно Мианкаль — это остров длиной более 100 километров и шириной до 15 километров, образованный рукавами реки Зеравшан — Акдарьёй и Карадарьёй. В более широком смысле — это долина Зеравшана в его среднем течении. С развитием ирригации Мианкаль превратился в густонаселённый оазис, жители которого занимались поливным земледелием и скотоводством. К началу XIX века он стал главной житницей Бухарии. Урбанизация слабо коснулась этой местности. Городское население было сосредоточено в нескольких крупных поселениях. Крупнейшим городом в долине Зеравшана и вторым по значимости в Бухарском эмирате был Самарканд с населением около 30 тысяч человек. В Каттакургане постоянно проживало до 25 тысяч. Остальные города, такие как Янгикурган и Челек, представляли собой небольшие, но хорошо укреплённые крепости, где располагались бухарские гарнизоны, контролировавшие окружающую местность.

### Китай-кипчаки
Наиболее многочисленным племенем Мианкальской долины были тюркские племена китаев и кипчаков. Китаи (ктаи, кытаи, хытаи, хтаи), потомки древних киданей, пришли в долину Зеравшана в конце XV — начале XVI века вместе с Шейбани-ханом. По другим источникам, хитаи появились в регионе ещё в эпоху Тимуридов. Кипчаки переселились в эти места из бассейна Сыр-Дарьи в конце XVII — начале XVIII века. За годы совместного сосуществования китаи и кипчаки образовали прочный военно-политический союз. Европейские исследователи начала XIX века, а также некоторые местные авторы этого времени даже причисляли их к одному племени — китай-кипчакам. По свидетельству российского учёного-востоковеда В. В. Радлова, посетившего Мианкальскую долину в 1868 году, сами представители этих племён на вопрос о том, к какому роду они принадлежат, отвечали: «Я из китай-кипчаков». Тем не менее, оба племени имели отличную родовую структуру, собственные боевые кличи (ураны) и хозяйственную деятельность вели раздельно. Китаи занимали территорию от Кермине до Каттакургана. Кипчаки кочевали к востоку от них до самого Самарканда. Численность обоих племён разными авторами оценивалась по-разному. Мирза Шемс Бухарский доводит их число до 120 тысяч человек. А. Д. Гребёнкин в своём исследовании называет цифру 70 тысяч человек, из которых около 45 тысяч составляют китаи и около 24 тысяч — кипчаки. Первые документально подтверждённые сведения о численности племён относятся к 1924 году. В результате проведённого опроса населения было установлено, что китаев в Мианкальской долине в этот период проживало около 50 тысяч, а кипчаков — около 66 тысяч человек. Объединившись в союз, оба племени смогли стать той силой, которая заставила бухарского эмира считаться с их интересами. Восстание китай-кипчаков было поддержано некоторыми родами других узбекских племён, в частности митанов, кенегессов, мингов, джалаиров, кыятов, а также жившими по соседству с каракалпаками, городской беднотой Каттакургана и Ургута. Большая численность восставших позволяла им не только вступать в открытые сражения с бухарской армией, но и вести осаду Самарканда, а также предпринять поход в центральные районы эмирата. Кроме того восставшие пользовались внешнеполитической поддержкой со стороны враждебных бухарскому эмиру ханов Хивы и Коканда. Рассчитывая на военную помощь со стороны Умар-хана, китай-кипчаки выражали готовность перейти в его подданство. Лидеры племён даже получили от кокандского хана должности хакимов и парванчи, а сам Умар-хан стал именовать себя повелителем «всех узбеков Мианкаля Самаркандского». Однако кокандский хан уклонился от прямых военных действий против Бухары, предоставив в помощь восставшим лишь один военный отряд, численность которого, по всей видимости, была невелика. Следствием нерешительности Умар-хан стали тесные контакты китай-кипчаков с Мухаммадом Рахим-ханом хивинским. Имеются даже сведения о том, что действия войск хивинского хана и восставших на определённом этапе координировались.

### Вооружённые силы бухарского эмира и его союзники

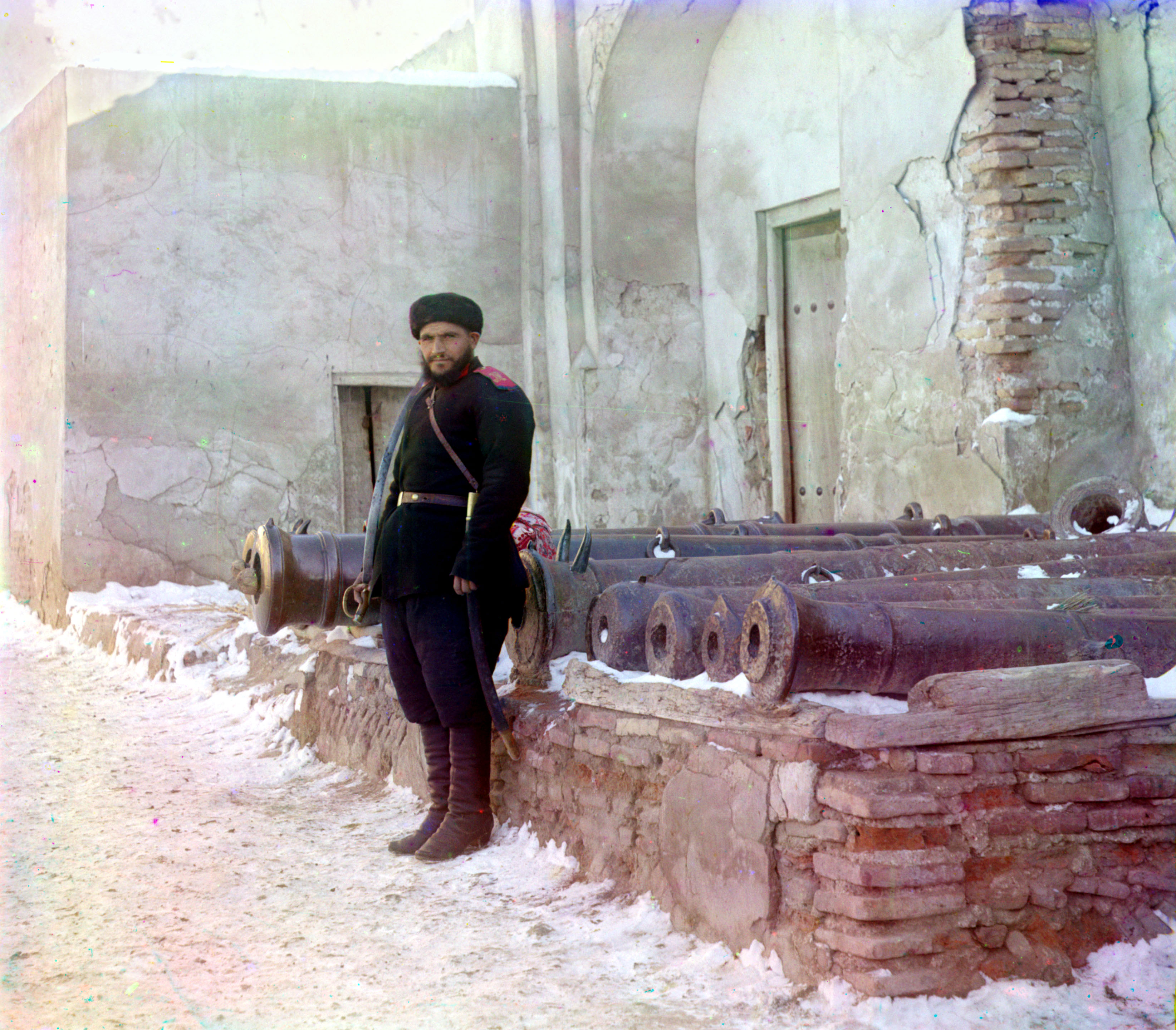
Старинные пушки в Бухаре. Такие пушки были на вооружении армии эмира Хайдара

Войска бухарского хана в начале восстания несколько уступали по численности объединённым силам восставших, но могли противопоставить им относительно хорошую военную выучку, более совершенную организацию и лучшее вооружение. Регулярная армия эмирата состояла из двух родов войск — кавалерии и артиллерии. Е. К. Мейендорф, посетивший Бухару перед началом восстания, оценивал численность армии эмира Хайдара в 25000 человек, из которых в Бухаре в непосредственном распоряжении хана находилось до 13000 солдат, а остальные несли гарнизонную службу в Самарканде, Карши, Ура-Тюбе, Джизаке, Каракуле и других крепостях. В случае необходимости эмир мог увеличить численность войск ещё на 60000 человек за счёт всеобщей мобилизации, однако в условиях восстания части узбекских племён мобилизация не могла быть полной. Бухарские солдаты — сипахи — помимо традиционных длинных пик, сабель и луков были вооружены фитильными ружьями. Артиллерия эмира, начальником которой был попавший в плен к бухарцам капрал оренбургского гарнизона Андрей Родиков, состояла из дюжины устаревших персидских пушек без лафетов. Опору эмира Хайдара составляло наиболее многочисленное и могущественное узбекское племя мангытов, к которому принадлежала и сама правящая династия. Неоценимую помощь Бухаре оказало племя найманов, лояльности которого бухарскому эмиру способствовали сами восставшие тем, что вели себя на его землях подобно завоевателям. Причиной такого обращения китай-кипчаков с найманами, по всей видимости, являлись существовавшие территориальные споры между ними. На первом этапе военную поддержку эмиру Хайдару оказывал также правитель Ура-Тюбе Мухаммед Рахим диванбеги, носивший титул аталыка.

## Начало восстания
Прологом к восстанию послужило распоряжение эмира Хайдара о наборе военного отряда среди китай-кипчаков для несения гарнизонной службы в Мерве, отданное в марте 1821 года. Приказ эмира касался зажиточных слоёв китай-кипчакского общества, поскольку рекруты должны были явиться на службу в полном вооружении и со своими лошадьми. Китай-кипчаки по сложившейся традиции попытались откупиться от службы, но эмир отказался принять деньги и приказал, чтобы все богатые (давлетманд) и почтенные (баабру) люди племени участвовали в походе лично. Возглавить отряд должен был правитель Каттакургана Аяз-бий. Во что превратился некогда цветущий Мерв после бухарского завоевания хорошо видно из отчёта Е. К. Мейендорфа:

Эмир Хайдар содержит в Мерве гарнизон 400—500 человек, который обновляется три раза в год. Мерв считается местом ссылки, туда отправляют злоумышленников, которых не хотят наказывать смертью. В этом городе уже 500 жителей, не считая гарнизона, и окрестности его начинают снова возделывать. Лишь небольшое число оросительных каналов отведено из реки Мургаб, текущей в 20 верстах от Мерва и, вероятно, теряющейся в песках к северу от него— Мейендорф Е. К. Путешествие из Оренбурга в Бухару.
Неудивительно, что невозможность откупиться от повинности вызвало сильное раздражение китай-кипчакской знати. Однако ослушаться повеления эмира китай-кипчаки не решились. По всей видимости, расходы по сбору и содержанию отряда было решено покрыть за счёт внеурочного сбора поземельной подати. Очевидно, что Аяз-бий, отдавая распоряжение своему помощнику Мирза-хану начать сбор хараджа с подвластного населения ранее установленного срока, согласовал эти действия с правителем соседнего Янгикургана Шукур-беком, так как взимание подати началось в обоих вилайетах одновременно. При этом действия чиновников сопровождались такой степенью жестокости, что вызвали осуждение даже со стороны видавших виды современников. Придворные историки эмира Хайдара Ибадулла и Мухаммед Шериф отмечали:

Мирза-хан явился к китай-кипчакам… Действуя жестокими средствами, Мирза-хан подвергал мучениям каждого, кто не уплачивал ему сразу хараджа. Он являлся на дом к тем, кто скрывался, и брал насильственно всё, что попадалось. Жестокость его не поддается описанию. Так же жестоко действовал и Мухаммед-Шукур-бек в Янги-Кургане— История эмира Хайдара.
Не выдержав притеснений, крестьяне взялись за оружие и изгнали и частично перебили сборщиков податей, после чего явились к своим племенным вождям (сердарам) и буквально заставили их начать вооружённую борьбу против бухарских властей.

## Ход восстания

### Первая осада Самарканда
Всеобщее восстание китай-кипчаков началось в заранее оговорённый срок. В одну ночь восставшие захватили крепости Янгикурган, Лаиш и Челек. При этом в Янгикургане к ним в руки попали и Мухаммед Шукур-бек и его покровитель хаким Самарканда Давлет кушбеги со всем своим имуществом и приближёнными. На следующий день, воспользовавшись отъездом Аяз-бия в Мерв, восстала городская беднота в Каттакургане. Горожане во главе с аксакалом (старостой) Сафар-бием впустили в город китай-кипчаков, в результате чего главный опорный пункт бухарского эмира в Мианкале оказался в руках восставших узбекских племён. Вскоре к восстанию присоединились и мианкальские каракалпаки. Они свергли бухарского ставленника и захватили крепость Чапар. Затем объединённые силы китай-кипчаков и каракалпаков осадили главный город региона — Самарканд. Однако случайно оказавшиеся руководителями восстания племенные вожди Мамур-бий из китаев и Адина-кул (Анна-кул) из кипчаков имели слабое представление о стратегии и тактике ведения войны. Вступая в поход на Самарканд, они не позаботились ни о самых примитивных осадных средствах, необходимых для штурма города, ни о должной защите уже захваченных крепостей. Столкнувшись с упорным сопротивлением бухарского гарнизона в Самарканде и не получив поддержки со стороны горожан, руководители восстания быстро поняли, что им необходим сведущий в военном деле предводитель. Они отправили гонца в Шахрисабз к опальному брату эмира Хайдара Мухаммеду Хусейн-хану. Тот с радостью принял предложение возглавить войско и скоро прибыл в лагерь восставших. Оттуда Хусейн-хан разослал письма к зеравшанским узбекам — найманам, джалаирам, митанам и мир-шикар. Часть родов этих племён скоро влилась в ряды восставших, заметно увеличив их численность. Однако согласие в руководстве восстания было недолгим. Вскоре Хусейн-хан по не вполне понятным причинам вернулся в Шахрисабз. Это обстоятельство заставило руководителей восстания обратиться за помощью к правителю кокандского ханства Умар-хану, который в это время осадил пограничный Джизак. Кокандский хан тепло встретил вождей китай-кипчаков, и, принимая их в подданство, назначил Адина-кула и Мамур-бия на должности хакимов (правителей) Мианкаля, а также возвёл обоих в чин парванчи. Однако вследствие неудачи при осаде Джизака и понесённых при этом больших потерь кокандцы не решились на прямое столкновение с Бухарой. Отпуская посольство китай-кипчаков, Умар-хан приставил к ним шахрисабзского бека Исхака-диванбеги, двоюродного брата эмира Хайдара, с небольшим воинским отрядом. Исхак-бек был провозглашён новым эмиром и принял на себя общее руководство восстанием. Этим военная помощь восставшим узбекским племенам со стороны Коканда и ограничилась. Примечательно также, что вскоре после отъезда китай-кипчаков Умар-хан осыпал щедрыми дарами и отпустил высокопоставленного бухарского сановника Давлета кушбеги, которого хану выдали восставшие в знак признательности за покровительство.

### Поход эмирзаде Насруллы

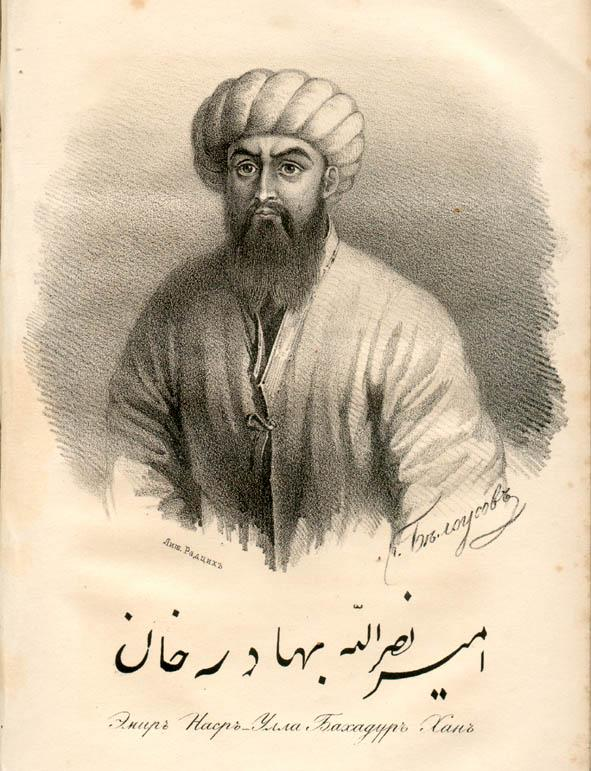
Эмир Насрулла. Рисунок 1841 года

Тем временем военные просчёты руководителей восстания не остались без последствий. Ограбленные китай-кипчаками и городской беднотой зажиточные граждане Каттакургана составили заговор, и едва в Пейшамбе прибыл эмирзаде Насрулла с карательным отрядом, они направили к нему своих эмиссаров. Получив сведения о малой численности бунтовщиков в Каттакургане, Насрулла тотчас направился к городу, а каттакурганские заговорщики открыли ему городские ворота. Застигнутый врасплох гарнизон Каттакургана и поддержавшие восстание горожане пытались организовать сопротивление внутри крепости, но силы были слишком неравными. Лишь небольшой части китаев удалось прорваться в Янгикурган. Командир отряда китаев Миран-утачи со своими приближёнными и его сорок воинов сражались до последнего и пали в бою. Овладев Каттакурганом, эмирзаде Насрулла, впоследствии за чрезмерную жестокость получивший в народе прозвище «кассаб» (мясник), жестоко расправился с бунтовщиками. Один из организаторов беспорядков Сафар-аксакал и несколько его приближённых были подвергнуты мучительной казни. Ещё до 700 человек были обезглавлены. Их тела были сброшены в крепостной ров, а головы на арбах отправлены в Бухару.

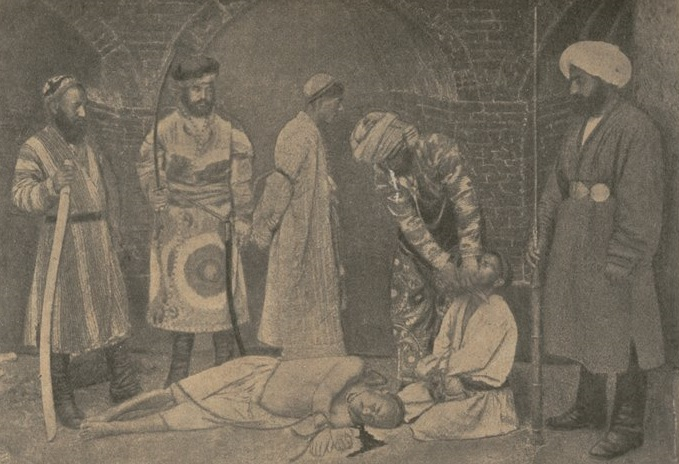
Смертная казнь в Бухарском эмирате

### Усилия эмира Хайдара по подавлению восстания в Мианкале
Обрадованный известиями от сына, эмир Хайдар вскоре лично прибыл в Каттакурган со всей артиллерией. Но к этому времени встревоженные сведениями о взятии города бухарскими войсками китай-кипчаки уже сняли осаду Самарканда и вернулись в Мианкаль, чтобы защитить свои семьи и имущество. Численный перевес оказался на стороне восставших, и эмир двадцать пять дней оставался в Каттакургане, так и не решившись перейти Зеравшан. Тем временем основные силы восставших вступили в земли митанов «вводя в искушение весь народ». Часть митанских узбеков присоединилась к восстанию, но местная феодальная знать сохранила верность бухарскому эмиру. Особенно энергичное сопротивление бунтовщикам оказал Абдуррахман-бехадыр Митанский, сын Барат-бая, руководивший обороной крепости Митан. Он не только выдержал осаду, но и сделал несколько удачных вылазок, нанеся китай-кипчакам значительный урон. Не сумев взять Митан, китай-кипчаки отступили вглубь своей территории. В скором времени их передовые отряды были вновь замечены близ Самарканда. Это известие заставило Хайдара покинуть Каттакурган и направиться на помощь самаркандскому гарнизону. По дороге, в местечке Чимбай (Чинбай), к войску эмира присоединился правитель Ура-Тюбе Мухаммад Рахим диванбеги с 3000 конных юзов. Получив такое мощное подкрепление, эмир Хайдар после недолго пребывания в Самарканде отправился в поход на каракалпаков. В бою под стенами Чапара он разгромил войско Хаким-хана и взял крепость. Около пятисот попавших в плен каракалпакских воинов под страхом смерти вынуждены были встать под знамёна бухарского эмира. От Чапара бухарская армия двинулась к Челеку и осадила крепость кипчаков, однако вскоре прибыл гонец из Бухары с тревожными сведениями о военных приготовлениях хивинского хана, поклявшегося отомстить бухарцам за гибель брата. Спешно возвратившись в Самарканд, Хайдар назначил хакимом города своего старшего сына мир Хусейна вместо неожиданно скончавшегося Давлета кушбеги, после чего направился в Бухару. Возвращение эмира в столицу оказалось своевременным, так как уже летом Мухаммад Рахим-хан хивинский осадил Чарджуй.

### Начало войны с Хивинским ханством

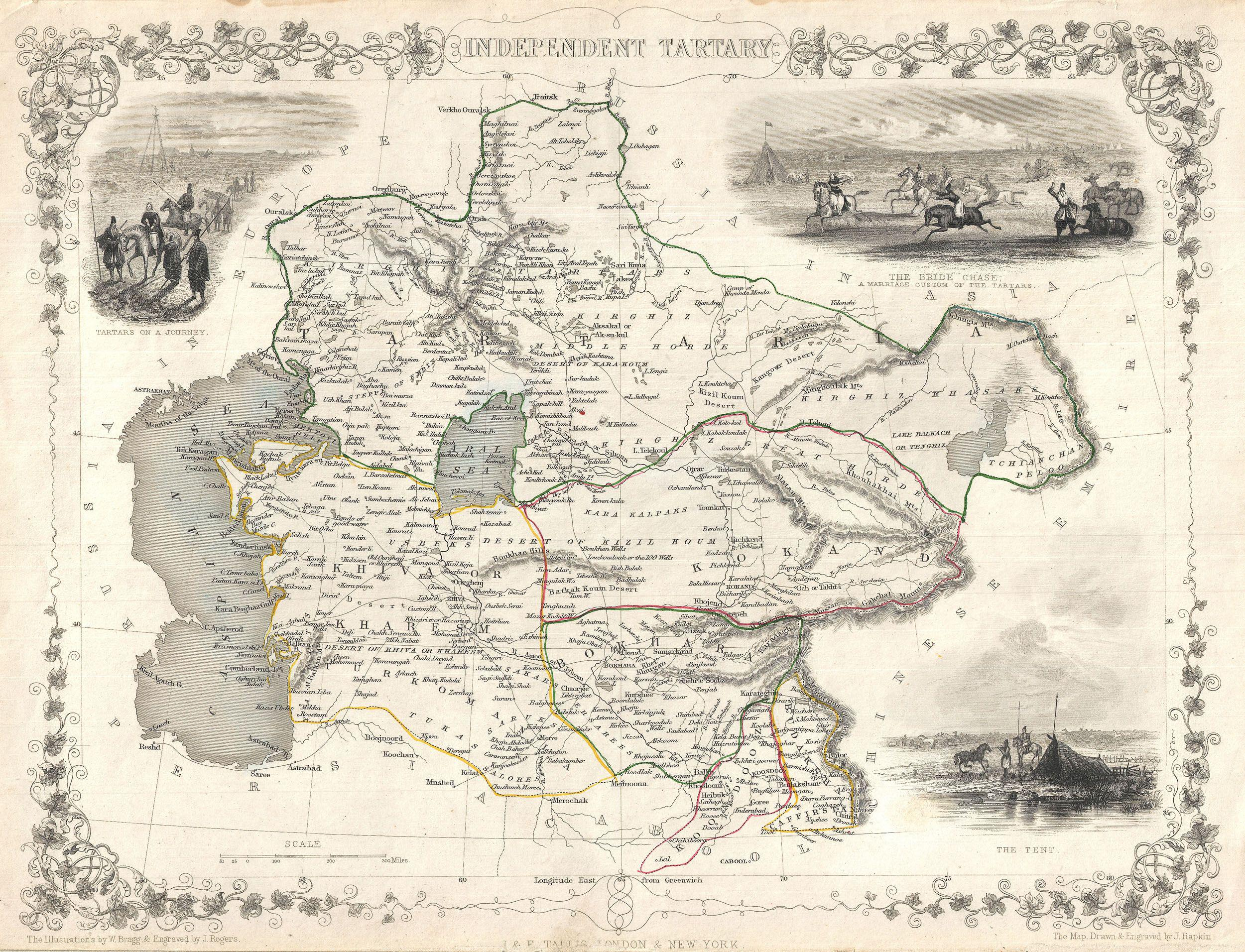
Бухарский эмират, Хивинское и Кокандское ханства на карте середины XIX века

Начало войны с Хивинским ханством поставило эмира Хайдара в очень сложное положение. Ему пришлось вести боевые действия одновременно на два фронта в условиях дефицита казны и ограниченности военных ресурсов. Поначалу ситуация не выглядела сложной. С приближением бухарских войск хивинский хан отказался от своих планов и снял осаду Чарджуя. Но пока эмир наводил порядок на западных границах страны, серьёзно осложнилась ситуация в восточных областях. Старший сын эмира Хусейн проявил полную «неспособность к управлению порученной ему областью». Сначала он уступил давлению аталык-бека, правителя Ура-Тюбе, требовавшего за оказанные Бухаре услуги передать под его контроль крепость Джизак, и тем навлёк на себя гнев отца. Результатом распри из-за Джизака стал разрыв союзнических отношений с правителем Ура-Тюбе. Мухаммад Рахим позднее даже действовал заодно с восставшими, правда, исключительно в собственных интересах. Так, в 1824 году, стремясь расширить свои владения, он захватил бухарскую крепость Учма, но удержать её не смог. В том же году бухарские войска отбили крепость и снесли все укрепления. Бездействие правитель Самарканда проявил и при появлении в бухарских пределах старого врага эмира Хайдара Катта-бека из мингов. Последний некогда управлял крепостью Магиян, являвшейся центром полунезависимого бекства. Когда же стремившийся положить конец сепаратизму узбекских феодалов эмир Хайдар вступил в пределы бекства, Катта-бек был вынужден бежать в Шахрисабз. Вскоре после начала восстания китай-кипчаков против власти Бухары он с сотней воинов явился к Ургуту, где имел сильную поддержку среди населения. С помощью горожан он разгромил бухарский гарнизон и прочно закрепился в городе. Мир Хусейн со своей стороны не предпринял никаких действий против восставшего Ургута, предпочитая отсиживаться за стенами Самарканда. Неважно обстояли дела и в Каршинском вилайете. Воспользовавшись занятостью эмира на западе, предводитель шахрисабзских кенегесов Даньял-бек захватил три крепости в землях племени джиют и три мангытские крепости в долине Кашкадарьи. При этом в Ярты-тепе он посадил своего ставленника Шахмурада из племени сараев. В связи с набегами кенегесов эмир Хайдар вынужден был сначала отправиться в Карши. После трёхдневной осады бухарские войска взяли крепость Ярты-тепе. Шахмураду удалось через горный проход бежать в Шахризабз и предупредить местного правителя Мухаммеда Садык-бека. Тот, опасаясь нападения бухарцев, отправил китай-кипчакам обоз с оружием, свинцом и порохом, а также письмо с призывом к активным действиям. Получив помощь, Исхак-бек с китай-кипчаками тут же осадил Митан. Вышедшие на помощь осаждённым отряды муллы Бурхан-бия из Каттакургана и Торе-ходжи из Пейшамбе не успели соединиться. Отряд каттакурганского правителя попал в засаду и был разгромлен, а сам Бурхан-бий попал в плен. Торе-ходжа, будучи не в силах противостоять восставшим в одиночку, вернулся назад. Получив плохие новости, эмир Хайдар оставил сына Насруллу в Карши собирать войска, а сам поспешил в Мианкаль и в ноябре 1821 года выступил против восставших племён. В двух сангах от Янгикургана произошло большое сражение бухарских войск с китай-кипчаками, которое по свидетельству историков эмира Хайдара длилось три дня. Потери сторон были велики: китай-кипчаки потеряли убитыми до 10 000 человек, бухарцы 5 000. Ни одна из сторон не смогла одержать решительной победы, но поле боя осталось за эмиром. Восставшие организованно отступили за укрепления Янгикургана, где всё было готово к длительной осаде. Мамур-бий, руководивший обороной, выбрал из своих воинов лучших стрелков, которые заняли позиции на стенах крепости и снайперскими выстрелами наносили осаждавшим большой урон. Попытки бухарцев взять крепость не увенчались успехом, и с наступлением холодов бухарские войска встали на зимние квартиры в Митане.

### Создание антибухарской коалиции и вторая осада Самарканда
Тем временем старший сын эмира Хайдара Хусейн продолжал огорчать отца. Пользуясь его бездействием, Катта-бек захватил Джума-базар. Более того, он заложил небольшую крепость всего в 3-4 километрах от Самарканда, откуда постоянно угрожал городу. Однако даже это обстоятельство не заставило наследника бухарского престола предпринять решительные действия. Бездействие Хусейна во многом способствовало созданию мощной антибухарской коалиции. Зимой 1822 года Адина-кул с четырёхтысячным отрядом из кипчаков и каракалпаков принимал участие в походе кокандского хана на Ура-Тюбе. Там при содействии эмиссара из Шахрисабза он убеждал Умар-хана начать войну против бухарского эмира. Умар-хан не решился объявить войну Бухаре, но выделил в помощь восставшим крупный военный отряд под командованием Хушвакта-кушбеги и Арслан-бека-дадха. Численность этого отряда Мухаммед Якуб оценивал в 10 000 сабель. В то же самое время Исхак-бек и Мамур-бий вели активные переговоры с правителем Хорезма Мухаммадом Рахим-ханом. Сведения о двух встречах хивинского хана с эмиссарами китай-кипчаков по пути в Чарджуй, а также визит Бури-бая, доверенного лица Мухаммада Рахим-хана, в Янгикурган не оставляют сомнений в том, что действия хивинских войск и восставших против Бухары узбекских племён координировались. Поэтому неудивительно, что осада Чарджуя и вторая осада Самарканда начались одновременно в мае 1822 года.
Вынужденный вести войну на два фронта, эмир Хайдар должен был разделить своё войско. Основная и наиболее боеспособная часть бухарской армии в количестве 6000 воинов вместе с пришедшими на помощь Бухаре отрядами из Андхоя, Балха и Гиссара под командованием эмирзаде Умара выдвинулась против хивинцев к крепости Фараб на Аму-Дарье. Одновременно бухарские власти провели мобилизацию в районах Кермине и Хатырчи, а также среди найманов, гиссарских китаев и мианкальских смешанных племён, носивших название курама. Ополчением руководил сам эмир Хайдар, но его боеспособность была невысока. Поэтому правитель Бухарии ограничивался лишь отражением набегов китай-кипчаков и защитой наиболее важных крепостей в районе восстания — Каттакургана, Митана, Хатырчи и Пейшамбе.
Тем временем кокандский отряд прибыл в Янгикурган, где его уже ждали Исхак-бек с вождями китай-кипчаков и присоединившийся к ним Катта-бек с мингами и наёмниками, набранными в предгорьях Кухистана. Из Янгикургана половина войска антибухарской коалиции двинулись к Самарканду, где к ним присоединился Даньял-бек с шахрисабзскими кенегесами. Благодаря активным действиям Катта-бека в районе Самарканда эмирзаде Хусейн не сумел подготовить город к обороне. Вскоре после начала осады среди самаркандцев начался страшный голод. Описывая бедствия горожан, авторы истории эмира Хайдара отмечали: «В городе наступал голод настолько сильный, что вдовы и бедняки за бесценок продавали детей своих, чтобы (достать кусок хлеба) и спасти свою жизнь». Мир Хусейн в отчаянии писал отцу:

Самарканд окружён с одной стороны китай-кипчаками, а с другой Катта-беком с войском Кухистана и Мухаммед-Садык-беком из Шахрисябза. Я нахожусь в растерянности и не знаю, против кого из них обороняться. Если вы не прибудете лично — случится нечто ужасное— История эмира Хайдара.
Эмир уже собирался выступить на помощь старшему сыну, когда от мир Умара пришли ещё более тревожные известия. Царевич, встретив хивинский отряд недалеко от крепости Усты, проявил малодушие и бежал, даже не вступив в бой. Вслед за ним в панике бежало и всё бухарское войско. Из Каракуля эмирзаде Умар послал гонца к отцу с просьбой о помощи, после чего укрылся в Бухаре, куда уже потянулись толпы беженцев из западных областей Бухарии. Мухаммад Рахим-хан тем временем, практически не встречая никакого сопротивления, двинулся в центральные районы страны, опустошая всё на своём пути. Лишь упорство гарнизона Ромитана смогло задержать хивинского хана. Эмир бухарский с частью собранного им ополчения вынужден был выступить против хивинцев. Узнав о приближении бухарских войск, Мухаммад Рахим-хан, уже к этому времени чрезмерно отягощённый награбленным имуществом и пленниками, не стал искушать судьбу и ушёл за Аму-Дарью.

### Распад антибухарской коалиции
С вторжением хивинцев в пределы страны эмир Хайдар оказался в очень тяжёлом положении. Однако его противники не сумели воспользоваться благоприятной для себя ситуацией. Состав антибухарской коалиции был чрезвычайно пёстр, а цели у различных её группировок иногда были диаметрально противоположными. По свидетельству летописца, уже через неделю после начала осады Самарканда среди осаждавших начались сильные распри, переходившие в вооружённые стычки. Переругавшиеся между собой лидеры коалиции, дабы избежать массового кровопролития, сняли осаду и разошлись каждый в свою сторону именно в тот момент, когда город уже готов был сдаться. Не лучшим образом обстояли дела и у Исхак-бека. Воспользовавшись тем, что эмир Хайдар выступил против хивинцев, он с китаями Мамур-бия и присоединившимися к восстанию отрядами митанов, джалаиров и кыятов начал наступление в направлении Кермине. Восставшие осадили Пейшамбе и Хатырчи и дошли даже до Багче-каляна. На пути бунтовщиков встали ополченцы, ядро которых составляли сохранившие верность бухарскому эмиру найманы. Они разгромили несколько отрядов восставших, после чего нанесли тяжёлое поражение и основным силам Исхак-бека, заставив последнего бежать с остатками войск в Янгикурган. В Мианкале Исхак-бек узнал о неудаче союзников под Самаркандом. Посчитав дело восставших проигранным, претендент на бухарский трон удалился в Коканд. Возможно, его отъезд также был связан с известием о смерти Умар-хана кокандского.
С распадом антибухарской коалиции стратегическая инициатива перешла в руки бухарского эмира. Вынудив хивинские войска снять осаду Чарджуя и уйти в Хиву, эмир Хайдар поспешил в Митан. На этот раз вместе с бухарскими войсками в походе против восставших также принимали участие юзы под командованием Сейида-аталыка гиссарского, тестя эмира. Из Митана бухарская армия направилась к Янгикургану, а китай-кипчаки, узнав о приближении противника, вышли ему навстречу. Подробности сражения неизвестны, но по свидетельству современников оно носило настолько ожесточённый характер, что все «92 рода узбеков прикусили палец изумления». Поле боя вновь осталось за бухарцами, но разгромить силы восставших эмиру так и не удалось. Осадив китай-кипчаков в Янгикургане, бухарские войска пытались проломить стены крепости с помощью артиллерии, выпуская до 100 ядер ежедневно на протяжении двадцати семи дней. Взять Янгикурган эмиру так и не удалось. Тем не менее, после трёхдневной осады пала стратегически важная крепость Лаиш. Взяв её, эмир Хайдар получил форпост в самом центре мятежной территории как раз между двумя главными опорными пунктами восставших — Янгикурганом и Челеком. Последний скоро был осаждён бухарцами, но сумел выдержать двадцатидневную осаду. Не сумев подавить восстание, эмир разорил все окрестные территории, после чего направился в Самарканд.

### Тактика выжженной земли
Сняв с должности хакима Самарканда своего старшего сына и отправив его в Бухару, эмир Хайдар зимой 1823 года осадил Джума-базар и после трёхдневной осады взял крепость. Все её защитники по приказу эмира были казнены. От Джума-базара бухарские войска двинулись к Челеку. Три дня бухарская артиллерия обстреливала стены города, однако известия о появлении хивинских отрядов вблизи границ заставило эмира снять осаду и уйти в Бухару. Постоянные набеги хивинцев на протяжении двух лет не позволяли эмиру Хайдару проводить длительные военные операции в Мианкале, но ежегодно по два-три раза бухарские войска предпринимали походы в восставшие районы, уничтожая посевы, вытаптывая пастбища и угоняя скот. Тактика выжженной земли принесла бухарскому эмиру гораздо больше выгод, чем все предыдущие неочевидные военные победы. К бедствиям китай-кипчаков добавилось также нашествие саранчи. Всё это, по свидетельству Мухаммада Якуба, довело восставших до крайней степени истощения. Однако, не ожидая пощады от бухарских властей, они продолжали защищаться с упорством обречённых.

### Завершение восстания
Смерть правителя Хорезма Мухаммада Рахим-хана развязала руки эмиру Хайдару, и весной 1825 года он решил положить конец беспорядкам в Мианкале. С большой армией он явился под стены Янгикургана, намереваясь взять крепость во что бы то ни стало. О твёрдости намерений эмира свидетельствует тот факт, что бухарцы выстроили рядом с Янгикурганом несколько своих крепостей, которые позволяли им обезопасить себя от вылазок китай-кипчаков и укрываться от непогоды. На этот раз осада длилась по разным данным от 70 до 90 дней. Когда в городе не осталось ни пищи, ни воды, китай-кипчаки предложили эмиру заключить мирный договор. Эмир Хайдар, уже потерявший к этому времени всякую надежду на успех военного предприятия, согласился с предложением бунтовщиков. Бухарские казии составили письменный документ (ахд-намэ), согласно которому китай-кипчаки должны были прекратить сопротивление и передать под контроль бухарских войск все удерживаемые ими крепости. В свою очередь эмир Хайдар предоставлял восставшим гарантии личной безопасности и неприкосновенности имущества. Двести наиболее уважаемых лиц из числа бухарской знати принесли присягу о соблюдении условий данного договора. По требованию восставших бухарский чиновник Мирза-хан, из-за злоупотреблений и жестокости которого и вспыхнул бунт, был казнён. Лидеры китай-кипчаков более других приобрели выгоды от восстания. Мамур-бий получил от эмира высокий титул бека. Сердар кипчаков Адина-кул был пожалован чином дадаха (по другим данным — токсаба) и мельницей. После замирения эмира Хайдара с китай-кипчаками к его двору явился с повинной и Катта-бек. Мир с правителем Ургута был скреплён браком его дочери и царевича Насруллы. После этого, по утверждению Мухаммеда мир Алима Бухарского, «эмир стал править спокойно».

## Итоги восстания
Мианкальское восстание является одним из наиболее значительных эпизодов в общей цепи стихийных восстаний, потрясавших Бухарию на протяжении всего периода существования государства. Оно характеризовалось большим размахом и вовлечением в него широких крестьянских масс. Впервые в истории среднеазиатских народных волнений восставшими была предпринята попытка выйти за пределы узких территориальных рамок, в каких в тот исторический период замыкалась хозяйственная и политическая жизнь отдельных крестьянских общин, и вовлечь в восстание крестьянство соседних территорий, а также городское население. Вследствие сохранявшейся родовой структуры узбекского общества восставшие народные массы не сумели выдвинуть на авансцену лидеров из своей среды и вынуждены были обращаться за помощью к своим племенным вождям. Но хотя явный народный характер восстание носило только на первоначальном этапе, дальнейшая многолетняя борьба узбекской родоплеменной знати против бухарских властей была бы немыслима без активной поддержки простого народа. О большой силе восстания свидетельствуют как открытые столкновения взбунтовавшихся племён с регулярными войсками, так и попытки взятия Самарканда. Причиной же общего неуспеха восстания являлось отсутствие чётких целей и противоречивость интересов отдельных участвовавших в движении социальных групп.
Четыре года восстания в самом развитом регионе тяжело сказались на экономике Бухарского эмирата. Прекращение налоговых поступлений из самого густонаселённого района страны привело к оскудению государственной казны. Мухаммед Якуб отмечает, что в связи с восстанием в Мианкале расходы эмира ещё больше возросли, и он вынужден был прибегать к займам и сокращать денежное довольствие своим приближенным. Жалование бухарским чиновникам не выплачивалось по нескольку месяцев подряд, а мангытская знать, являвшаяся главной опорой эмира, в течение всего периода восстания должна была мириться с сокращением причитавшихся ей из казны денежных выплат. Общий упадок экономики Бухарского эмирата в этот период более всего сказался на самом восставшем регионе. Постоянные военные действия и применяемая бухарскими властями тактика выжженной земли привели к массовому обнищанию проживавшего в Мианкале населения. Китай-кипчаки и каракалпаки за время восстания потеряли почти весь свой скот и вследствие крайней нужды в массовом порядке вынуждены были переходить к оседлому земледелию. Восстание затронуло важные торговые пути, пролегавшие по территории между Бухарой и Самаркандом, в результате чего как внешняя, так и внутренняя торговля, приносившая немалый доход казне, была практически полностью парализована. Прекращение активной торговли в свою очередь повлекло замирание ремесленного производства. Экономическая слабость Бухары способствовала ослаблению её военной мощи, и как следствие, снижению её политического веса в регионе, особенно в глазах враждебных ей правителей Хивы, Коканда и Шахрисабза. Если до восстания бухарские эмиры не искали себе союзников, то при эмире Насрулле уже велась иная политика.
Разрешение конфликта между Бухарой и китай-кипчаками путём заключения мирного договора не принесло длительного мира в Мианкальскую долину, так как не устранило существовавшие между ними противоречия. Центральные власти не смогли в полной мере подавить сепаратистские настроения среди обитавших здесь узбекских племён. Китай-кипчаки со своей стороны не могли простить бухарским властям тех жестокостей с их стороны, которые предшествовали восстанию и сопровождали его подавление. В 1826 году после смерти эмира Хайдара мианкальские узбеки вновь взбунтовались против Бухары. Однако на этот раз они были преданы своей родоплеменной знатью, поддержавшей в борьбе сыновей Хайдара за престол Насруллу. Вследствие этого восстание не имело такого размаха, как несколько лет тому назад и быстро сошло на нет.